# Dicranomyia (Nealexandriaria) cinereicapilla
Dicranomyia (Nealexandriaria) cinereicapilla is een tweevleugelige uit de familie steltmuggen (Limoniidae). De soort komt voor in het Australaziatisch gebied.